# 22908 Bayefsky-Anand
22908 Bayefsky-Anand è un asteroide della fascia principale. Scoperto nel 1999, presenta un'orbita caratterizzata da un semiasse maggiore pari a 2,3113863 au e da un'eccentricità di 0,0802105, inclinata di 6,48462° rispetto all'eclittica.
L'asteroide è dedicato alla studentessa statunitense Sarah Dana Bayefsky-Anand.